# هجوم مهرجان سايدك الموسيقي
سايدك هو مهرجان موسيقي صغير يقام في الحقول المفتوحة بين كيبوتس نير أوز وكيبوتس نيريم، على بعد حوالي 2 كيلو متر من حدود غزة. وقد استضاف الحفل حوالي 100 مشارك. في صباح يوم 7 أكتوبر 2023، كجزء من الهجوم المفاجئ على إسرائيل، هاجمت حركة حماس مهرجان سايدك، مما أسفر عن مقتل 17 من رواد الحفل الإسرائيليين.

## التجمع والاحتفالات
لمدة خمس سنوات، كانت تُعقد تجمعات موسيقى سايدك مرة كل شهرين، مع إبقاء مكان الحفلة سرًا في كثير من الحالات. حتى المنظمون لم يعرفوا مكان إقامة الحفل إلا قبل بدء الحدث مباشرة. كان موقع 2023 عبارة عن وادي ذو مظهر رعوي بين نير عوز ونيريم، وقد تم اختياره من قبل موشيه أمزالج (من تفراح في المجلس الإقليمي أشكول) أحد منظمي الحفل. تم ترتيب الحفلة كتجمع سري، بتمويل من المشاركين وبدون تصريح من الشرطة ولم يتم الكشف عنه للسلطات. وكانت حفلة خاصة غير مصرح بها تم تنظيمها عبر الواتساب ولم تعلم السلطات والشرطة بها.
شارك في هذا الحدث حوالي 100 شخص، وهو أقل بكثير مقارنة بمهرجان نوفا الشهير بالقرب من رعيم.

## الهجوم
بدأ الحفل في 6 أكتوبر حوالي منتصف الليل. في الصباح الباكر من يوم 7 أكتوبر، وبينما كان الناس يرقصون على أنغام الموسيقى، بدأ وابل من الصواريخ. سرعان ما أدرك رواد الحفلة أن هذا لم يكن وابلًا عاديًا. وبحسب إفادات الناجين، فقد اقتربت طائرة شراعية تابعة لحماس من مكان الحفل، لكنها لم تهاجمهم. بعد ذلك، وصل عناصر كتائب القسام إلى المكان سيرًا على الأقدام وبالسيارات الآلية من قطاع غزة. ومع تزايد إطلاق النار، قرر بعض المشاركين في المهرجان الهروب، بينما ظل آخرون مختبئين حتى وصول الجيش الإسرائيلي بعد ساعات قليلة.
بعض الذين قرروا الفرار واجهوا مقاتلين من حماس، وقُتلوا أثناء محاولتهم الهروب على الطرق أو الهروب إلى الملاجئ في كيبوزيم ونيريم ونير أوز وكيسوفيم القريبة. في المجموع، قُتل سبعة عشر من المشاركين في المهرجان.

## ما بعد الهجوم
تعترف الوكالة الوطنية للضمان الاجتماعي في إسرائيل رسميًا بتجارب وصدمات الناجين من مهرجان سايدك. يمكن للناجين تقديم مطالبات للاعتراف بهم كضحايا لإصابات العمل وكضحايا للأعمال العدائية. ويحق لهم الحصول على العديد من المزايا، مثل المساعدة المالية والدعم الطبي والنفسي والمساعدة القانونية والتعويض عن أي ممتلكات مفقودة أو تالفة.
اجتمع أفراد عائلات ضحايا المهرجانين للمطالبة بالإنشاء الفوري للجنة تعتبر طرف ثالث للتحقيق في أي إهمال محتمل أدى إلى هجمات 7 أكتوبر.

## أنظر ايضا
- المقاومة الفلسطينية
- هجوم مهرجان رعيم الموسيقي